# اخترماهی‌های کوچک
اخترماهی کوچک (نام علمی: Galaxiella) نام یک سرده از تیره اخترماهیان است.